# Jan Laurens Hartong
Jan Laurens Hartong (Amersfoort, 5 november 1941 - Rotterdam, 1 mei 2016) was pianist, componist, arrangeur, docent, oprichter en bandleider van Nueva Manteca. Hartong was een pionier van de Nederlandse Latin jazzscene, tevens was hij musicoloog en auteur.

## Biografie

### Jeugd
Hartong werd op 5 november 1941 geboren in Amersfoort. Met zijn vader ging hij naar concerten van Duke Ellington, Oscar Peterson en Erroll Garner. Zijn tante Corrie Hartong kende de moeder van Pim Jacobs en regelde dat Hartong bij hem pianoles kreeg. Onder leiding van Pim Jacobs ontdekte hij de geheimen van Modern Jazz. Zijn idolen waren Wynton Kelly, Les McCann en Ahmad Jamal. In zijn jeugd kwam hij voor het eerst in aanraking met Latijns-Amerikaanse muziek.
“Ik was een jaar of twaalf, speelde al behoorlijk piano en zwoer bij bebop. Op een dag kwam mijn broer aanzetten met een Cubaanse plaat van Cal Tjader. Toen ik dat hoorde was ik verkocht.”
Als 16-jarige richtte hij een jazztrio op met Ruud Jacobs op bas en Cees See, later Han Bennink op drums. Ze traden veel op, o.a. in de jazzkelder Persepolis in Utrecht en De Benelux in Hilversum. Na zijn gymnasiumopleiding koos Hartong voor een loopbaan in de muziek.

### 1960-1969
Van 1962 tot 1964 studeerde Hartong klassiek piano aan het conservatorium in Utrecht, waar hij les kreeg van Sas Bunge. Hierna vertrok Hartong naar Salzburg om zijn studie klassiek piano te vervolgen aan de academie Mozarteum, waar hij in 1967 afstudeerde. Zijn klassieke opleiding is later in zijn werk goed terug te horen. Zijn aanslagtechniek was dynamisch genuanceerd en de latere arrangementen en composities harmonisch en melodisch. In Salzburg leerde hij zijn vrouw kennen, de Egyptisch-Zwitserse operazangeres Diana Zaki, waarmee hij samen klassieke recitals gaf. In 1966 deed Hartong mee aan de International Competition for Modern jazz in Wenen en kwam in de finale samen met Loek Dikker, Fritz Pauer, Joachim Kühn en de uiteindelijke winnaar Jan Hammer. Hij ontving voor deze prestatie een medaille uit de handen van Cannonball Adderley.

### 1970-1979
In 1974 begon Hartong met de studie muziekwetenschap aan de universiteiten van Utrecht en Amsterdam. Met zijn afstuderen werd hij de eerste doctorandus in de etnomusicologie in Nederland. Van 1975 tot 1980 was Hartong verbonden aan het Koninklijk Instituut voor de Tropen in Amsterdam als adjunct-conservator van de Muziekafdeling. Hartong organiseerde samen met Edy Martinez en Tito Puente concerten en workshops voor het Tropeninstituut. Martinez zette Hartong op het spoor van de Latin jazz. Eind jaren 70 volgde Hartong lessen bij jazzpianist en arrangeur Rob Madna die hem stimuleerde om zelf te gaan arrangeren en te componeren.

### 1980-1989
In 1980 vroeg Rob Madna aan Hartong om de Latin jazz op de kaart van het Rotterdams Conservatorium te zetten. Een jaar later vroeg Frans Elsen hem voor het Koninklijk Conservatorium in Den Haag en Eri Youssouf benaderde hem voor de jazzopleiding in Hilversum. Zijn ensemblelessen hebben de basis gelegd voor diverse bands die in het internationale Latincircuit furore hebben gemaakt, zoals Timbazo, CaboCubaJazz, Latineo, Marcando, Cubop City Big Band, The Soul of Spanish Harlem, Rumbatá, BYE-YA! en New Cool Collective.
In 1982 richtte Hartong de band Manteca op met een typisch salsa-repertoire waarmee ze op feestavonden in Nederlandse en Duitse clubs optraden. In 1984 en 1987 ging Hartong naar Cuba om daar de plaatselijke muziek te bestuderen. Na zijn tweede bezoek aan Cuba besloot hij het roer radicaal om te gooien. De naam van de band werd gewijzigd in Nueva Manteca en het werd een instrumentale Latin jazz band. Hartong:
“Het is mijn doel om volwaardige concertmuziek te maken. Nueva Manteca moet een experimenteer-band zijn. We spelen geen covers meer, maar slechts eigen composities en arrangementen. We zoeken naar een mix van jazz en latin.”
In 1989 bracht de band hun eerste studioalbum Varadero Blues uit, met o.a. het door Hartong gecomponeerde Varadero Blues. Deze compositie werd in 1997 opgenomen in The Latin Real Book van Rebeca Mauleón.

### 1990-1999
In 1990 richtte Hartong samen met de musicoloog Joep Bor de afdeling Wereldmuziek van het Rotterdams Conservatorium (CODARTS) op. Tot aan zijn overlijden bleef Hartong aan deze opleiding verbonden.
Met Nueva Manteca bracht Hartong begin jaren 90 drie studioalbums uit: Afrodisia met o.a. het door Hartong gecomponeerde Alborada in 1991, Bluesongo met o.a. het door Hartong gecomponeerde Bluesongo in 1994. In datzelfde jaar kwam ook hun instrumentale Latin-jazz versie van Porgy & Bess uit. Zijn compositie Something in Blue kwam terecht op het studioalbum van de band Double Dutch uit 1994. In 1994 speelde Hartong met Nueva Manteca op het KLM Jazz Festival in Curaçao, Euro Jazz Night, het International Music Festival in Leeds en voor het eerst op het North Sea Jazz Festival, waar de band door de jaren heen 4 keer optrad. In 1994 speelde Hartong met Nueva Manteca in Nick Vollebregt's Jazz Café in Laren. Van dit concert is een registratie gemaakt, die datzelfde jaar onder de titel Live At Nick Vollebregt's Jazz Cafe op cd werd uitgebracht.
Hij trad in 1995 op in de befaamde jazzclubs S.O.B.’s in New York, Congress of Jazz in Anaheim, Catalinas in Los Angeles, City Theater in San Diego en op de jazz festivals in Washington, Toronto en Montreal. Tevens speelde hij in dat jaar met Nueva Manteca op de International Association of Jazz Educators (IAJE) in Anaheim, waar hij de onderscheiding Outstanding Service to Jazz Education ontving. De Amerikaanse platenbaas Bruce Lundval hoorde de band in Nederland spelen en besloot met Nueva Manteca het album Let's Face The Music And Dance uit te brengen. Met dit album brak de band definitief door in de Verenigde Staten. Hartongs arrangement van Miles Davis’s compositie All Blues stond maandenlang hoog op de hitlijsten van verschillende Latin-Radio DJ’s in de Verenigde Staten. Ook verschenen lovende artikelen over Nueva Manteca in gezaghebbende muziekbladen zoals DownBeat Magazine en Latin Beat Magazine.
In 1997 vond de wereldpremière van Hartongs religieuze compositie Afro Cuban Sanctus plaats tijdens het Musica Sacra Festival in Maastricht. De band speelde in dat jaar ook nog op het Jazz Festival van San José, Sint Maarten, Curaçao, Jazzhouse in Kopenhagen en in Jazzclub Joshi’s in Oakland. In 1998 bracht de band het studioalbum Nightpeople uit met o.a. het door Hartong gecomponeerde Nightpeople. Voor de concertreeks Nueva Manteca meets the legends werden diverse musici uitgenodigd om als gast mee te spelen in theaters en jazzclubs in Nederland. Hartong speelde tijdens deze concerten samen met o.a. Nicky Marrero, Orestes Vilato, Armando Peraza, Bobby Sanabria, Claudio Roditi, Giovanni Hidalgo, Ralph Irizarry, Luis Conte, Dave Valentine en Juancito Torres.

### 2000-2010
In 2000 op tournee in Israël werd samen met The New Israeli Vocal Ensemble Afro Cuban Sanctus uitgevoerd. Daarnaast speelde hij dat jaar nog in het Latin Jazz Festival in Jyväskylä. In New Orleans ontving hij zijn tweede onderscheiding van de International Association of Jazz Educators. Met Nueva Manteca bracht Hartong in 2002 het studioalbum Congo Square: Tribute to New Orleans en in 2003 Latin tribute to West Side Story uit. In 2003 speelde hij op het prestigieuze Heineken Jazz Fest in San Juan in Puerto Rico. In 2005 startte hij met Peter Ypma (drums) en Marius Beets (bas) het jazztrio Alliance. Zij brachten het album Trio Alliance - Standards Straight Ahead uit, met live registraties en nieuwe studio opnames. In 2006 publiceerde hij zijn boek Musical Terms Worldwide, waarin muzikale termen en essays over Westerse en niet-Westerse muziektradities te vinden zijn. In 2006 speelde hij in Bogota in het Teatro Libre en op Barranquijazz in Barranquilla. In 2008 speelde hij op het Ollin Kan festival in Mexico City.

### 2011-2016
In 2011 werd in Israël een tweede religieuze compositie van Hartong, Requiem para el Mundo, uitgevoerd op zijn zeventigste verjaardag met de Israëlische zanggroep The Vocal Octet. In 2013 brengt Hartong met Nueva Manteca het livealbum Live 25 Years - Nueva Manteca uit. Naar aanleiding daarvan schreef Hartong het volgende:
“De primaire missie van Nueva Manteca is om de eigen artistieke signatuur verder te ontwikkelen en te versterken, het doorbreken van conventies, en hiermee een wezenlijke bijdrage te blijven leveren aan de ontwikkeling van het Latinjazz idioom wereldwijd en in Nederland in het bijzonder. Sinds zijn oprichting in 1987, nu precies 25 jaar geleden, is Nueva Manteca van meet af aan onderscheidend geweest en een internationaal gewaardeerd instituut geworden met een duidelijke functie voor wat betreft talentontwikkeling. Jonge talenten krijgen bij de band regelmatig kansen om praktijkervaring op te doen in binnen en buitenland.”
In 2015 brengt Hartong met Nueva Manteca zijn laatste livealbum Crime! uit, met het door Hartong gecomponeerde Ciao City. In zijn laatste levensjaar formeerde Hartong een nieuw trio met Frans van Geest (bas) en Willem Romers (drums) onder de naam Trio Alliance, three generations. Hartong was hierbij vooral geïnspireerd door Ahmad Jamal. Met zijn voorliefde voor Latin en Swing had Hartong een concept voor zijn trio bedacht met verschillende stijlen van New Orleans groove en Swing tot hedendaagse Latin.

## Discografie

### Albums met Nueva Manteca
- Varadero Blues (1989)
- Afrodisia (1991)
- Bluesongo (1994)
- Porgy & Bess (1994)
- Live At Nick Vollebregt's Jazz Cafe (1994)
- Let's Face The Music And Dance (1996)
- Afro Cuban Sanctus (1997)
- Nightpeople (1998)
- Congo Square: Tribute to New Orleans (2002)
- Latin tribute to West Side Story (2003)
- Live 25 Years - Nueva Manteca (2013)
- Crime! (Live) (2015)

### Album met Trio Alliance
- Standards Straight Ahead (2005)